# Markovec (Loška dolina, Slovenija)
Markovec je naselje u slovenskoj Općini Loškoj dolini. Markovec se nalazi u pokrajini Notranjskoj i statističkoj regiji Notranjsko-kraškoj. 

## Stanovništvo
Prema popisu stanovništva iz 2002. godine naselje je imalo 205 stanovnika.